# El Camino del Filósofo

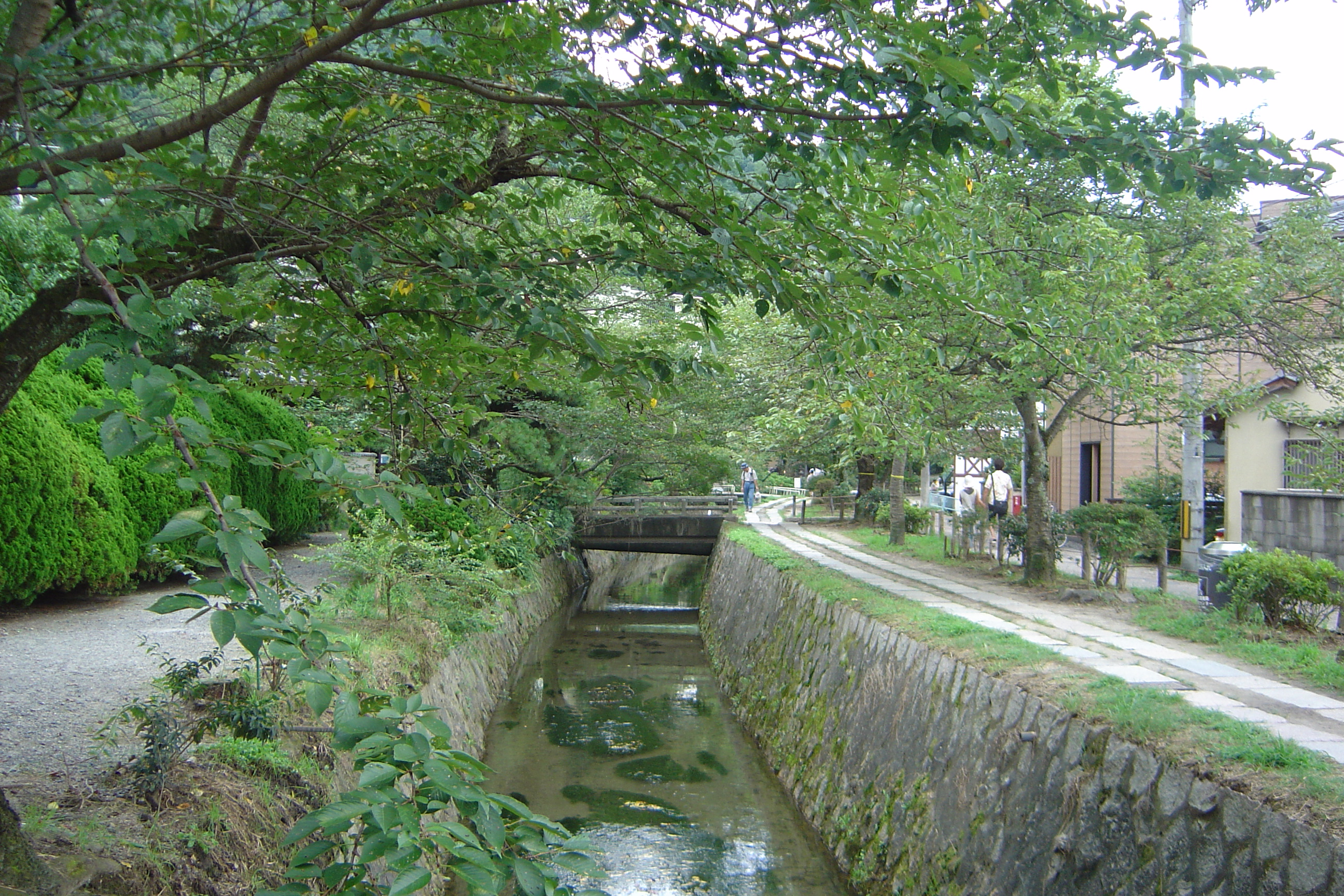
En verano

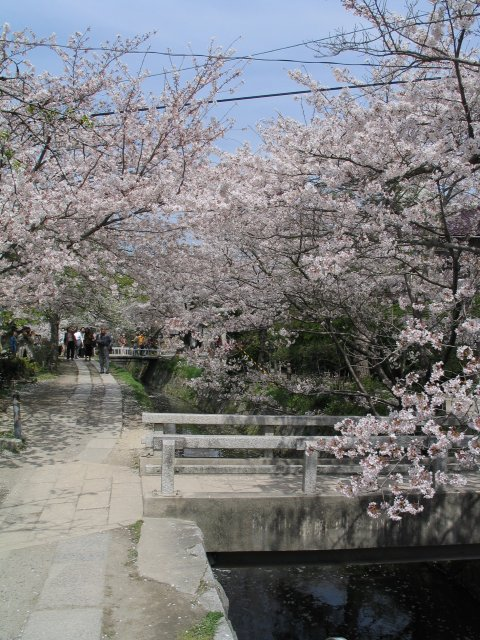
En primavera, cerezos en flor

Mapa

Philosopher's Walk (哲学の道 Tetsugaku-no-michi?, lit. Camino de la Filosofía) es un camino peatonal que sigue un canal con muchos cerezos en Kioto, Japón entre los templos Ginkaku-ji y Nanzen-ji. Fue abierto en 1890 y se amplió en 1912, el camino sigue el curso de un canal de riego poco profundo que trae agua del Canal del Lago Biwa. La ruta recibió su nombre gracias a dos filósofos japoneses y profesores de la Universidad de Kioto del siglo XX, Nishida Kitaro y Hajime Tanabe, que se cree que lo utilizaron a diario para hacer ejercicio. El camino pasa por varios templos y santuarios, como Hōnen-en, Ōtoyo Shrine, o Eikan-dō Zenrin-ji. Se tarda aproximadamente 30 minutos en dar el paseo completo, aunque muchas personas tardan más al pausar a ver todo lo que hay a lo largo del camino. En el extremo septentrional del paseo hay vistas buenas del cercano Daimonji. El paseo es un destino popular para turistas y lugareños, especialmente durante hanami.